# ハジン
ハジン（アラビア語: هجين）またはハジーンはシリア東部デリゾール県に位置する小都市。人口は37,975人（2004年人口センサス）。ハジン地区の中心都市であり、ハジン地区の人口は、97,970人。

## シリア内戦
シリア内戦において、ハジンはISILの支配下に置かれた。ISILがアブ・カマルを失った2017年11月以降、ハジンはISILの事実上の首都となっている。2017年12月28日、シリア民主軍は、ハジンを再攻撃し、ISILからの奪還作戦を開始した。
2018年、イラクの情報機関や専門家らは、ハジンにISILの軍事力や指導部が集中していることから、ISIL指導者のアブー・バクル・アル＝バグダーディーがハジンに潜伏していたと推測しているが、現在もハジンにいる直接的な証拠は発見されていない。2018年7月13日、シリア民主軍はハジン奪還のための攻撃を開始。守備に当たるISIL戦闘員は約4,000人とも、1,500人から2,500人程度とも報じられている。8月22日、ISILはハジン包囲への反撃を敢行したが、撃退された。9月11日、シリア民主軍は米軍の支援の下、ハジンへの侵攻を開始した。12月14日、町はシリア民主軍が制圧した。

## 脚註
1. 1 2  General Census of Population and Housing 2004. Syria Central Bureau of Statistics (CBS). Deir az-Zawr Governorate. （アラビア語）
2. 1 2  Francesco Bussoletti (2018年6月29日). “Syria, the Isis pockets of resistance at Deir Ezzor are reduced to two”.   Difesa & Sicurezza. 2018年7月6日閲覧。
3. ↑  “SDF fighters reach Hajin town in Deir ez-Zor countryside”. ANF News. (2017年12月28日) 2018年1月4日閲覧。
4. ↑  “SDF launch operation targeting ISIS in Deir ez-Zor’s Hajin”. Rudaw
5. ↑  “Syria conflict: After series of calamitous defeats, is Isis about to lose its last town?”. The Independent
6. 1 2  Sly, Liz (2018年9月11日). “U.S.-backed forces launch what could be the last major battle against ISIS in Syria”. Washington Post
7. ↑  “Syria, Isis tries in vain to counterattack the SDF and the SAA at Deir Ezzor”. Difesa & Sicurezza. (2018年8月22日) 2018年8月24日閲覧。
8. ↑  “One of the last towns held by IS falls in Syria”. ドイチェ・ヴェレ. (2018年12月14日) 2024年12月12日閲覧。